# 하달중

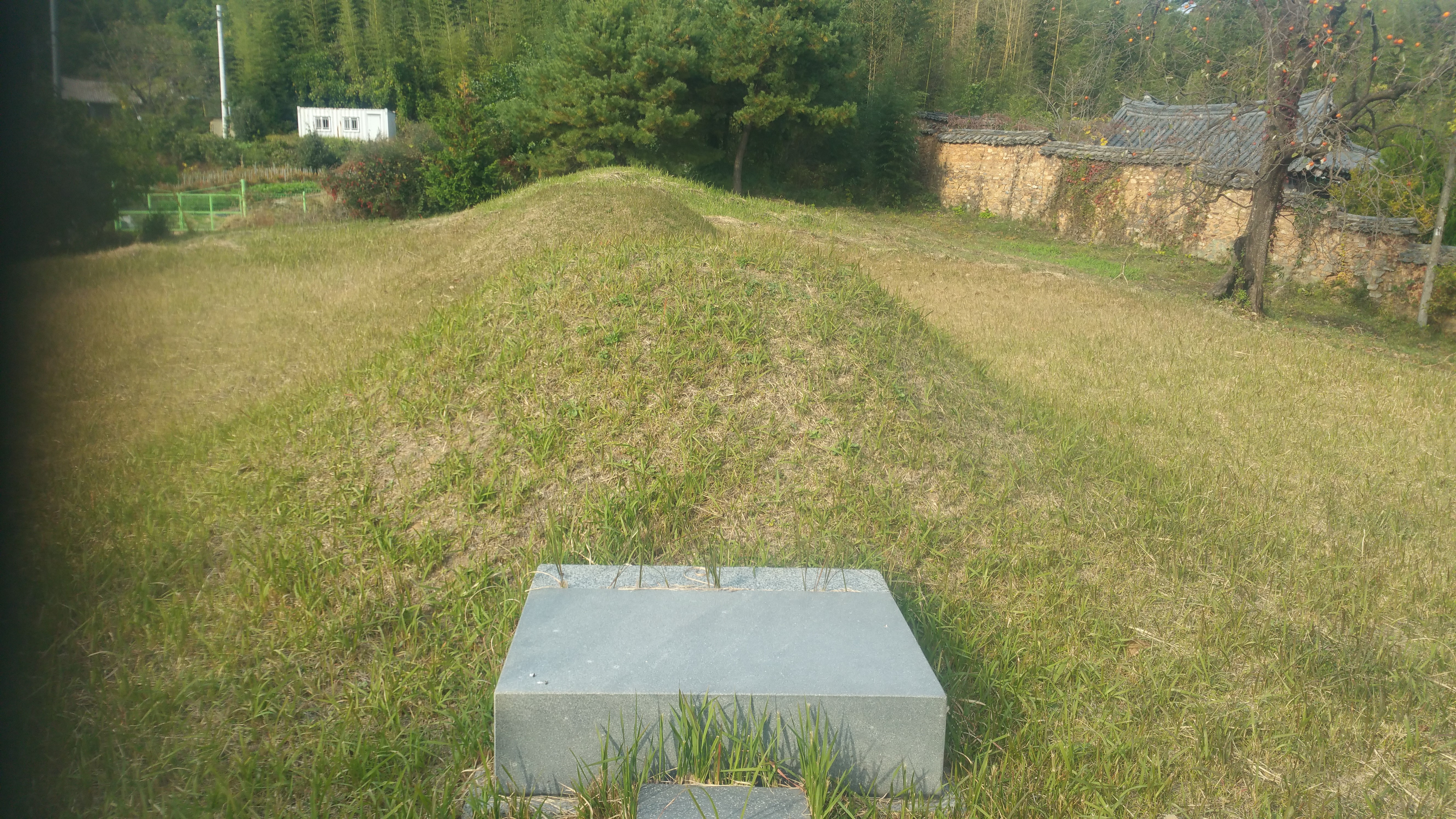
하달중 묘소

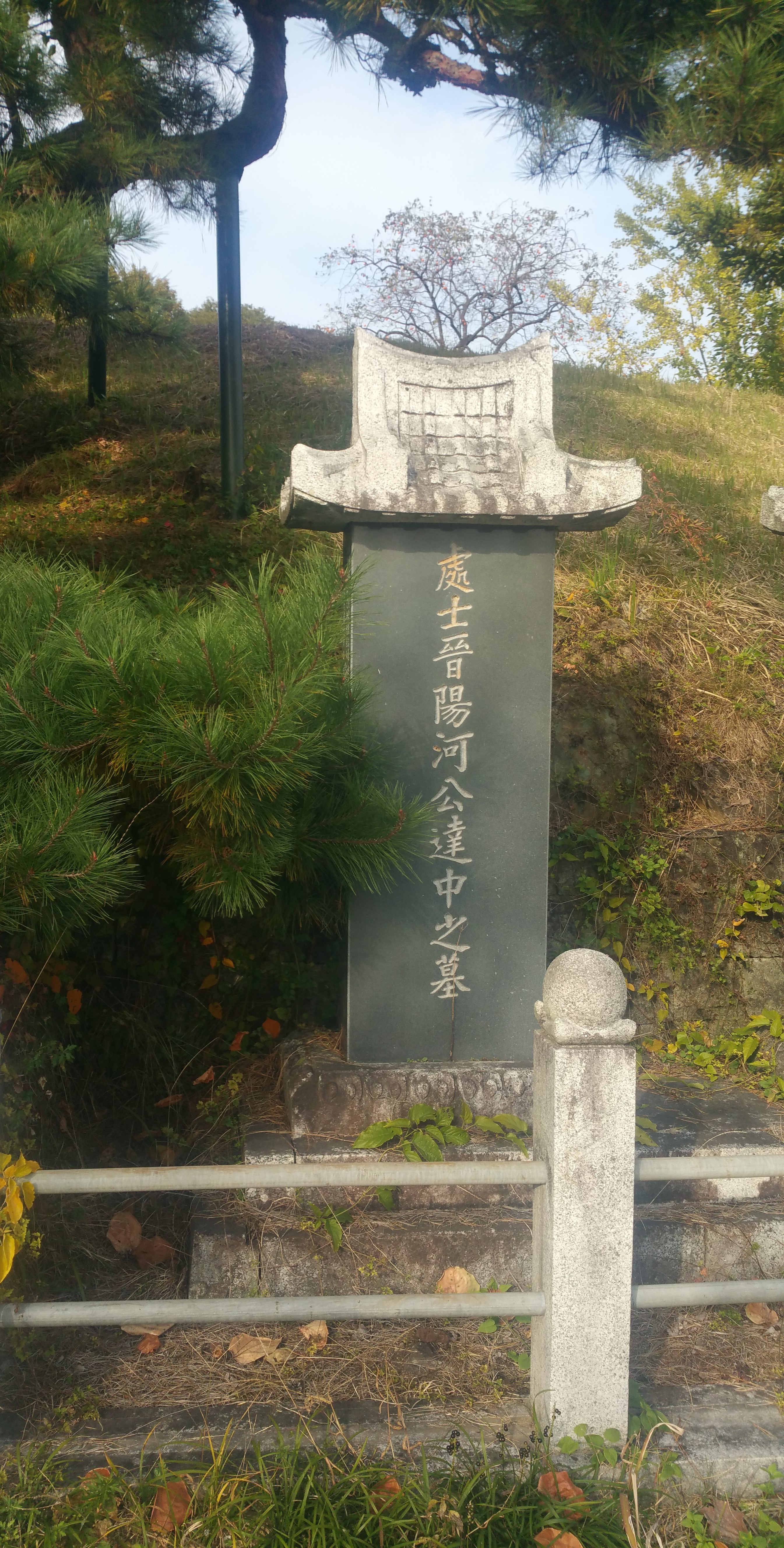
처사진양하공달중지묘

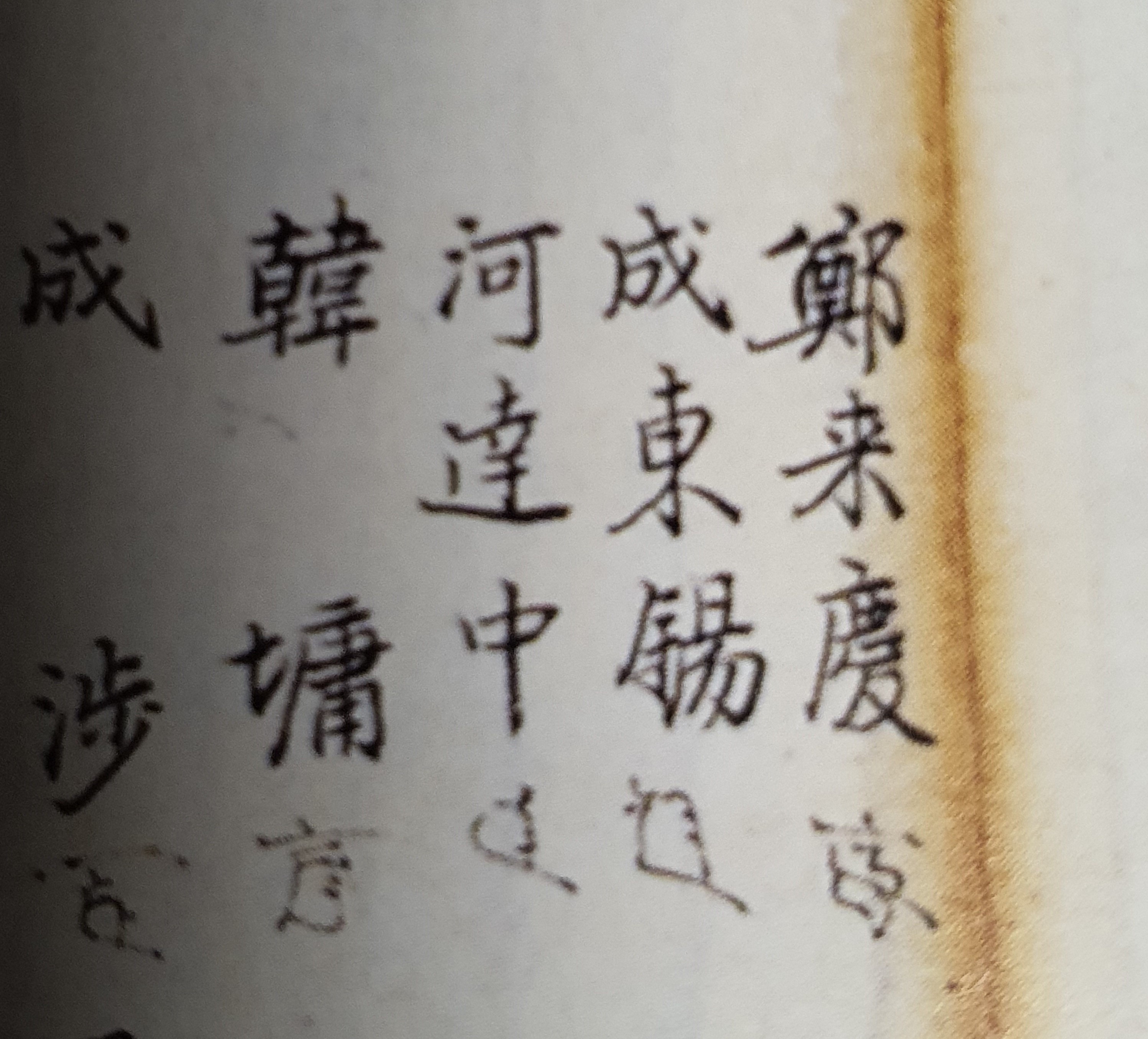
하달중 수결

하달중(河達中, 1723 ~1799)은 조선 후기의 선비이다.

## 가계
하수일의 후손으로, 아버지는 하윤청이며, 어머니는 의령남씨 남천해의 딸이다.
- 아버지 : 하윤청(河胤淸, 1697년 - 1743년)
- 어머니 : 의령 남씨 천해(天海)의 녀
  - 아내 : 파평윤씨 윤성(尹惺)의 딸(1720년 - 1743년), 연안이씨 이우하(李遇夏)의 딸(1722년-1761년), 진양정씨 정헌주(鄭憲周)의 딸(1748년-1824년)
  - 누이 : 정상혜(鄭相惠, 해주인)
  - 누이 : 한우석(韓禹錫, 청주인)
  - 누이 : 배윤수(裵胤修, 성산인)
  - 누이 : 윤상보(尹商保, 파평인)
    - 아들 : 하경태(河慶泰, 1747년 - 1781년)
    - 며느리 : 양천허씨 (1740년 - 1803년)
    - 아들 : 하이태(河以泰, 1751년 - 1830년)
    - 며느리 : 함양박씨 (1749년 - 1787년)
    - 며느리 : 안동권씨 (1768년 - 1841년)
    - 아들 : 하홍태(河洪泰, 1777년 - 1827년)
    - 며느리 : 태안박씨 (1774년 - 1816년)
    - 딸 : 이윤국(李潤國, 재령인, 1743 - ?, 파평윤씨 소생)
    - 딸 : 한응의(韓應儀, 해주인)
    - 딸 : 최상집(崔祥集, 전주인)
    - 딸 : 노일준(盧一俊, 광주인)
    - 딸 : 정영채(鄭榮采, 연일인)
    - 딸 : 김학연(金學鍊, 울산인)
      - 손자 : 하우현(河友賢, 1768년 - 1799년)
      - 손자 : 하진현(河晋賢, 1776년 - 1846년)
      - 손자 : 하경현(河景賢, 1779년 - 1833년)
      - 손자 : 하응현(河膺賢, 1782년 - 1833년)
      - 손자 : 하정현(河正賢, 1792년 - 1851년)
      - 손자 : 하대현(河大賢, 1796년 - 1845년, 초휘는 재현(載賢))
      - 손자 : 하계현(河啓賢, 1804년 - 1869년)
      - 손자 : 하덕현(河悳賢, 1811년 - 1877년)
      - 손녀 : 성송규(成宋奎, 창녕인)
      - 손녀 : 허 락(許 濼, 양천인)
      - 손녀 : 허 전(許 佺, 김해인)

## 유문
하달중이 지은 시 중 남아 있는 시가 몇편 있는데, 그 중 하나가 동와 조휘진의 상에 보낸 만시가 있다.
挽 晉陽河達中

凄凄風雨不堪悲

此世相看無更期

可惜吾儕好人物

忽然凋落竟何之

처량하다 처량하다 비 바람이여 슬픔을 견딜 수 없어

이 세상 서로 상면하다 다시 기악할 날이 없구나

나와 벗들이 몹시 아겼던 훌륭한 인물이여

느닷없이 쇠하니 이제 어찌 할꼬
만시와 제문은 모은 만폭이 전한다.

## 문헌
진주향안(갑오안, 1774)에 이름이 올라와 있다.

손자인 용와 하진현이 찬한 유사(王考處士公遺事)가 전해온다.

王考處士公遺事
公 諱 達中 字 君學 晉陽河氏也 生于景宗癸卯十二月日 幼而氣宇嚴整 器局演泓 喜怒不形于色 戱謔不作於言 如老成人 早失怙恃 自悟方向博考經傳 敦修家政 筆力精勁有法度 嘗曰 此是心畫 一屈一折 不可放過也 落水巖 七大字 爲筆家所重 而往往留揭碑碣 亦多素多疾病 廢擧子業 足跡不出洞門 長子早卒 家事一付季子 以勸課諸孫爲已任 待人以誠 接物以和 賓客長時 滿堂未嘗 有煩瀆之厭 儉服食 推餘力以及於窮交貧族 當丙午凶荒 謂季子 曰汝之私藏 可以延命 則曾前貸人穀物 可以寬假 待其有年也 曰兒亦有志 而又有親命 烏敢有違 遂燒券于階 曰不必寬假 從此永忘也 公喜曰 此雖細 故而亦有分寸澤人之心汝之 子孫可以食福也 一日墓奴 來告曰 鄰洞居人數十爲群 來削邱松 公曰 人將顚壑而無力可救 甚可戚也 汝其持斧一幷斫倒 使飢饉疲薾之人易於削皮也 家奴執三女人而來告曰 基田種菽纔出於地而手摘 其罪可治也 公曰 菽根已拔烹食之外 更無他用而顧其鳥形菜色 見甚矜惻 各給米與醬一器 曰 愼無更爲也 外戚人聚集里伏 比歲徵租 一門諸族皆 曰官有定典 此路不可不防也 公曰 吾年已高 餘日無幾 吾死後彼當自止烏 可以路人相視耶 本生家諸族 不堪貧窶 皆挈家來依 公盡力庇覆祀事以誠嫁娶以時 一視如家人 晉康君三世墓 在梧坊 而有全義李氏 以浩亭公外 裔入葬於墓下 訟十餘年自掘而去 公謂 季子曰 吾與李氏累世呼 戚同奉墓祀 吾門諸族不爲不多 而吾以宗泒前後文案 皆出吾乎 彼之所怨 惟吾一人 而竊念兩家情誼 不可相阻也 汝其持文券 往見解面而來也 曰 雖往而必不納見也 曰 非汝所知也 汝以父命請見則 必無不見之理 而況掘自渠手 無我所犯乎 遂持文券而往李氏歷考首末竦疏 然起敬 曰 果未知心學實力 若是深造也 蓋訟者 人皆有角勝之心 故 文字之間擧多爽實紛擾之中 亦易放筆 而前後十二年許多文券 若是浩汗 而一言一畫 一出於誠敬於 余心有戚戚焉 遂與偕來拜謝而去蓋 公平生言行白直無僞 故 實德內積 令聞外著 鄕之士友 咸以德家稱之 人遇窘厄 必請施濟 事有疑貳 必就質正 及其年德俱尊 而謙卑自牧兢惕之念 常存於朝夕 惰慢之容 不設於身體 嚴繩律敎誨子孫 嘗 曰吾家自▩覺松至于石溪世守文憲 人稱故家 而門運旣否嗣守益難 且目下諸穉如彼愚昧 詩禮之敎 科第之榮不敢有望 而愼勿甘居暴棄 自底放曠 忝我祖考增我罪戾也 己未正月十八日 以疾終于正寢 享年七十七 葬于本村 子坐之原 遠近士友 莫不嗟惜咸以 爲大鄕之元老亡矣 考其輓祭之文 庶可以想像其風彩德器也 玆記實行大槪以備巾衍之藏

왕고처사공유사
공의 이름은 달중*이고, 자는 군학이니 진양하씨이다. 경종 계묘(1723년) 12월생이다. 어려서 기개와 태도가 근엄하였고, 그릇과 도량이 넓고 깊으며 기쁘거나 노여워함을 얼굴에 나타내지 않았다. 희롱하는 말로 농지거리를 하지 않았는데, 마치 노성한 사람 같았다. 일찍이 아버지와 어머니를 여의고 스스로 깨달어 힘써 경전을 두루 살폈다. 가정을 수신하는데 돈독했으며 필력이 세밀하면서도 힘차서 법도가 있었다.
일찍이 말하기를, "붓글씨 쓰는 것은 마음을 나타내는 그림이라, 한 번 획을 굽히고 한 번 획을 꺾는 것을 허투로 지나칠 수가 없다." 공이 쓰신 낙수암의 일곱 큰 글자를 글씨 쓰는 작가들이 귀중하게 여기고 종종 남겨서 비갈에 걸기도 하였다. 또한 본디 병이 많고 병치레도 자주 하여, 과거를 폐하고 발자취가 동문을 나서지 않았다. 장자(휘 경태)가 일찍 졸하여 집안일을 전부 계자에게 위임하여 모든 자손들을 권과*(일을 맡기거나 권장하는 것)함을 자신의 임무로 삼고 사람을 대함에 정성으로 다했고, 사물에 응할 때 화(和)하게 하였다. 손님이 장시간동안 집안에 가득 차도 번거롭게 여겨 소홀이 하는 싫어함이 있지 않았고 의복과 음식에 검소했으며 여력이 남으면 친족 중 가난한 이들에게 교류했다.
병오년(1786년) 흉년이 들었을 때 계자에게 이르길, “너는 개인적을 가지고 있는 재산으로도 가이 연명할 수 있으니 일찍이 사람들에게 재물과 곡물을 빌려준 것을 너그럽게 하여 풍년이 되기를 몇 년 기다려라.” 아들이 말하기를 “저희 뜻이 있고 또한 아버님의 명이 있으니 어찌 감히 어김이 있겠습니까” 하고 마침내 계단에서 문서를 불태워 없앴다. 또 아들이 말하기를 “갚는 기간을 유예할 필요도 없이 이로부터 영원히 빌려준 물건과 곡식을 잊어버리겠습니다." 공이 기뻐서 말하길 “이것은 비록 사소한 일이지만 작게 나마 다른 사람에게 은혜를 베푸는 마음이 있으니 네 자손들이 가이 복을 얻을 것이라.” 하고 이르셨다.
하루는 묘지를 지키는 노비가 와서 고하길, “인근 동네에 사람 수십명이 무리를 지어 와서 무덤의 소나무안의 속 껍질을 깎아냅니다.” 공이 이르길 “사람들이 배가 고파 구렁에 거꾸러지는데 구해 줄 힘이 없으니 심히 슬프 도다. 너희들은 도끼를 가지고 모두 베어 넘어트려, 굶주려 피로한 자가 쉽게 소나무의 껍질을 벗길 수 있게 하여라." 가솔 노비가 세명의 여자를 잡아 고하길, “텃밭에 콩을 심어 땅에서 막 나오는데 세 여자가 먹기 위해 손수 땄으니 그 죄를 가히 다스리야 합니다." 공께서 말씀하시길, “대두의 뿌리를 이미 뽑아 삶아 먹은 것 외에 다르게 사용함이 없다. 오히려 그들의 새와 같은 형색(삐쩍 바른 몰골)과 나물색(누렇게 뜬 얼굴)이 보이니 심히 측은하여 각각 쌀을 장과 함께 한 그릇 나누어 주라" 그들에게 말하기를 "삼가 다시는 하지 말지 어다."라고 하셨다.
외가 천적이 공의 집에 모여 들어 마을에는 엎어질 듯 즐비하여 해마다 문중에서 그 비용을 충당할 세를 거두어야 하니, 제족 모두가 말하기를 “관에 정해진 법전이 있으니 이 길은 막지 않을 수 없습니다.” 공이 말하기를 “내가 이미 나이가 많고 남은 날이 얼마 없는데 내가 죽은 후에 저 사람들은 저절로 그칠 것이니 어찌 가히 길 가는 사람처럼 서로 보겠는가.” 본생의 친족들이 가난하여 견딜 수 없어, 모두 가족을 이끌고 와서 의탁하니 공이 전력을 다하여 보호하여 정성으로 친족들의 닥친 제사를 모시고 때에 맞게 시집 장가보내어 한결같이 대함이 가족같이 하였다.
진강군 삼세의 묘소가 오방에 있고 전의이씨는 호정 선생의 외가 후손인데, 묘 아래에 투장을 하여 송사가 10여년 지났는데 스스로 파서 갔다. 공이 계자에게 이르기를, “이씨와 우리는 여러 세대동안 친척이라고 부르며 함께 묘사를 받들었다. 우리 문중의 제족들이 많지 아니 않고, 종파의 전후문요는 모두 여기서 나왔기 때문에 그들이 원망을 품은 것은 오직 나 한 사람 때문이고, 가만히 생각해보면 양가의 정의는 서로 막을 수 없다. 너는 그 문권*을 지니고 가서 얼굴을 풀고(감정을 풀고) 오라.” 아들이 말하기를 “비록 가더라도, 반드시 뵙지 못할 것입니다.” 공이 말씀하시길 “너는 모르고 하는 소리다. 아버지의 명으로 뵙기를 청하면 반드시 뵙지 못할 이유가 없으며, 하물며 무덤을 파간 것이 스스로 그가 손수 한 것이며 내가 개입하여 파가게 한 것이 없음이라! " 드디어 문권을 가지고 이씨에게 가서 두루 전말의 소홀해진 연유를 고찰하니 일어나서 공경히 말하기를 "당신 아버지의 마음과 학문 실력이 이와 같이 깊은 줄은 몰랐다.” 대개 송사라는 것은 사람들이 모두 이기고자 하는 마음이 있는 까닭이니 고로 글자 사이에 착오가 많고, 분란 중에 또한 쉽게 붓을 대니(송사의 문건을 쓰기 십상이니) 전후 십년의 허다한 문권이 이와 같이 많게 되었는데, 자네 아버지의 한마디 말과 한 획마다 한결같이 성과 경에서 나온 것이니 나의 마음에 척척함이 있다.” 드디어 함께 와서 사양하며 절하고 갔다.
공은 평생 언행이 희고 곧아 거짓이 없었다. 고로 실덕은 안으로 쌓이고, 훌륭한 명성이 밖으로 드러났다. 고을의 사림과 사우들이 덕이 충만한 가문이라 칭했다. 사람들이 곤궁한 일을 만나면 필히 베풀어 구제하기를 청하였고, 일에 의심이 있으면 반드시 나아가 물었다. 그 나이와 덕이 모두 존경받음에 이르렀으나 겸손하고 낮추어 스스로 조심하고 두려워하는 마음을 길렀다. 항상 조석간에 게으르고 거만한 용모는 몸에 배는 일이 없게 하였고, 엄한 법도로 매양 자손을 가르쳤다.
일찍이 말씀하시길, “우리집은 각재 송정 선고로부터 석계공에 이르기까지 문헌을 지켜 세상 사람들이 고가라 칭한다. 가문의 운명이 장가가 일찍 사망하여 대를 이어 지키는 것이 더욱 어렵고, 눈 앞의 어린 아이들은 저와 같이 어리석으니 시경과 예경을 가르쳐 과거에 합격하는 영광을 바라지 않으니 삼가 만족하여 과거를 포기하여 스스로 방광*(언행의 구속을 받지 않음)에 이르러 나의 돌아가신 할아버님*를 더럽히거나 나의 죄를 보태지 말라.” 기미년(1799년) 정월 십팔일에 병들어 정침에 세상을 뜨시니 향년 77세이시다. 본촌 자좌 언덕에 장사했다. 원근의 사우들이 큰 고을의 원로가 세상을 떠났다고 여겨 애석하게 비통해 하지 않는 자가 없었다. 공의 만사와 제문을 살펴보면 그 풍채와 덕스러운 그릇을 상상할 수가 있다. 이에 실제로 행한 일을 대략 기록하여 문서를 담아두는 상자에 비치한다.

굴천 이일해 선생이 찬한 묘갈명이 있다.
晋陽河公墓碣銘
公諱 達中 子 君學 生 景宗 癸卯月日 沒 正祖 己未月日 享年 七十七 墓 晋陽郡 水谷面 士谷村 中子坐之原 河氏自始祖 高麗節臣 工部侍郞 拱辰興於晋陽 而世世貫 晋陽籍且居之勿去 故 晋陽多河氏村 若士谷是其一也 襄靖公敬復 甞卜其墟後 歸孝旌閭石溪世熙 儒素造家克紹 高祖 松亭先生 受一 之緖石溪於公實皇祖皇 考胤淸蚤世 妣 士人宜寧南氏 天海女 公 三配 初配 波平尹氏女旡育 系配 延安李氏 遇夏女 生慶泰 號 竹窩 以泰 號 涵窩 竹窩 才以不壽 涵窩 風采擅一時 晋陽鄭氏 憲周女 生洪泰 號 士涵 特善於友愛 女婿 六人 載寧 李潤國 淸州 韓應儀 全州 崔祥集 光州 盧一俊 延日 鄭榮采 蔚山 金學鍊 竹窩 一男 友賢 號 豫庵 涵窩 六男 晉賢 號 容窩 景賢 號 顧齋 應賢 正賢 大賢 號 士窩 啓賢 號 默窩 豫庵 容窩 顧齋 士窩 默窩 並有遺集 應賢 以至孝著 正賢與士涵一男悳賢 亦以文行 見嗣後二百年之間 子姓益蕃 衍還公墓左右 棟宇櫛比而峨冠博帶坐以絃歌者 亦隨而益衆 其最有 竹幹 鳳運 雙岡 洪運 未惺 夾運 松峰 龍運 克齋 憲鎭 寬寮 泳台 而晦峰先生 謙鎭 海內服其爲道學宗師矣 窃嘗聞 古人之言 曰 嗇於前者 其後必昌理也 執此理 契公家世德源委 公 特當其嗇會耳 則外雖無著於表表樹立 內卽優有闇闇 蓄積之功 用之讓出餘慶斯 乃公之所以爲公者 然 耶歲之首夏 胄孫 炳台 修治公墓 其族人 泳魯 張根 錫根 泳準 璟根 炳璇 炳奭 在埈 各出力助之而 訪余金魚山下 請以墓道之刻 余辭不獲 遂
按其譜乘 書之如右系以 銘曰
幼哭風樹 老慟情鐘 以棟于家 禮理勑躬 有不吾信 視此穹窿

진양하공묘갈명
공은 휘는 달중이며 자는 군학이다. 경종 계묘년 모월오일에 나셨고 정조 을미년 모월모일에 졸하셨다. 향년 77세로 묘는 진양군 수곡면 사곡촌 가운데 자자 언덕 위에 있다. 하씨는 시조 고려절신 공부시랑 휘 공진께서 진양에서 일어나신 이후로 대대로 관향을 진양으로 삼았고 다른 곳으로 가서 살지 않았으므로 진양에는 하씨의 명촌이 많다. 사곡도 그 가운데 하나이다. 양정공 휘 경복*이 택지를 정한 후, 효도하여 정려를 받은 석계 휘 세희(世熙) 공이 유가(儒家)의 덕행을 갖추어 집안을 이루고 고조 송정선생 휘 수일 (受一) 공의 유서(遺緖)를 잘 계승했다. 석계공이 바로 공의 할아버님이며, 아버지는 휘 윤청 공인데 일찍 세상을 떠났다. 어머니는 의령남씨 사인(士人) 남천해의 딸이다. 공은 부인이 세분이었는데, 첫째 부인은 파평윤씨 윤성의 따님이신데 후사가 없으셨고, 다음 부인은 연안이씨 우하의 따님이신데 죽와 경태와 함와 이태 두 아들을 두셨다. 죽와는 재주가 뛰어났으나 장수하지 못했고, 함와는 의젓한 모습이 한때를 휩쓸었다. 셋째 부인은 진양정씨 정헌주의 따님인데, 사함 홍태 공을 낳았는데 특히 우애가 깊었다. 사위가 여섯 명인데, 재령 이윤국, 청주 한흥의, 전주 최상집, 광주 노일준, 연일 정영채, 울산 김학연이다. 죽와공은 아들이 하나인데 우현이고 호는 예암이다. 함와공은 아들 여섯을 두었는데, 진현은 호가 용와이고, 경현은 호가 고제이며, 응현, 정현, 대현은 호가 사와이며, 계현은 호가 묵와이다. 예암, 용와, 고재, 사와, 묵와는 모두 유집이 있다. 응현은 지극한 효성으로 이름났으며, 정현과 사함의 아들 덕현 또한 문행으로 드러났다. 그 후 200여 년간 자손이 번성하여 공의 묘 좌우에 집들이 즐비하게 들어섰고 고관대작으로 앉아만 있는데 교화가 된 사람들도 또한 뒤를 이어 더욱 많아졌다. 그 가운데 최고로는 죽헌 봉운, 쌍강 홍운, 미성 협운, 송봉 용운, 극재 헌진, 관료 영태가 있고, 회봉 선생 겸진은 온 나라가 도학의 종사임에 감복하였다. 일찍이 들은 바, 옛사람이 이르기를 ‘앞에서 아끼면 후에는 반드시 창성하다.’고 하였다. 이 이치를 가지고 공의 가문의 세덕*과 부합시켜 보면 공은 특히 그 아낀 때를 만난 것일 뿐이니, 비록 겉으로는 드러나게 눈에 띄게 이룩한 것은 없어도 안으로는 뛰어나게 암암리에 쌓은 공덕(功)이 있어 그것이 자손이 받는 복을 낸 것이니, 이것은 공(公)께서 공(公)이기 때문에 그러한 것이리라. 초여름에 주손 병태가 공의 묘를 수리하고 족인 영로, 장근, 석근, 영준, 경근, 병선, 병석, 재준이 각각 힘을 내어 도왔고, 금어산 아래로 나를 찾아와 묘도에 새길 글을 청하였다. 내가 사양하였으나 받아들여지지 않아 마침내 족보를 살펴보고 위와 같이 기록하였다. 이어서 명하니 다음과 같다.

어린이가 우니 바람에 나무도 흔들리고
늙은이가 슬피 우니 그 정에 종도 우네.
집안의 대들보로서
예와 이(理)를 몸소 다스렸는데.
이런 일이 있을 줄 나는 믿을 수가 없네
하늘이 무너지는 일을 바라보니.

종천서원 원장을 역임했다.

진양지 인물편에 공에 관한 기록이 전해 온다.
字君擧石溪世熙之孫早失怙恃自悟向方博考經傳惇修家 政筆力精勁有法度平生言行白直無僞實德內積令聞外著

## 묘소
묘는 진주시 수곡면 사곡리 村中 사안둑에 있으며 재령 이일해가 지은 墓表가 있다.

## 같이 보기
- 하홍태
- 방산재